# Kittelův dům
Kittelův dům je rozlehlá roubená usedlost v Krásné, části obce Pěnčín v okrese Jablonec nad Nisou v Libereckém kraji. Usedlost bývala sídlem severočeského lékaře a léčitele Johanna Josefa Antonína Eleazara Kittela, který ji vybudoval v polovině 18. století. Objekt je zapsaný v Ústředním seznamu kulturních památek České republiky a slouží jako muzeum.

## Historie
Historie domu, zvaného „Burk“ (z německého Burg, česky „hrad“) je spojená se jménem rodáka z Krásné (Schumburgu, počeštěle Šumburku), proslulého léčitele Johanna Josefa Antonína Eleazara Kittela (1704–1783), o jehož životě a zázračných schopnostech, vzbuzujících mezi lidem podezření ze spolčení s ďáblem, se v kraji vyprávěly četné pověsti. Johann Kittel, který pocházel ze 14 dětí, pokračoval jako ranhojič a léčitel v rodinné tradici svého otce a děda. Postupem času byl natolik známý a úspěšný, že jeho služeb využívala i místní šlechta – stal se například osobním lékařem rodiny hrabat Desfoursů, sídlících na Hrubém Rohozci. Usedlost v Krásné vybudoval Kittel zhruba v polovině 18. století(pozn.: v původním evidenčním listu kulturní památky z 2. poloviny 20. století se hovoří o výstavbě koncem 18. století, což však neodpovídá životopisným datům Johanna J. A. E. Kittela). V Kittelově šumburském domě byla kromě obytné a malé lůžkové části pro pacienty i lékárna, o jejíž chod se staral Johannův bratr Ignác Kašpar Antonín Kittel.

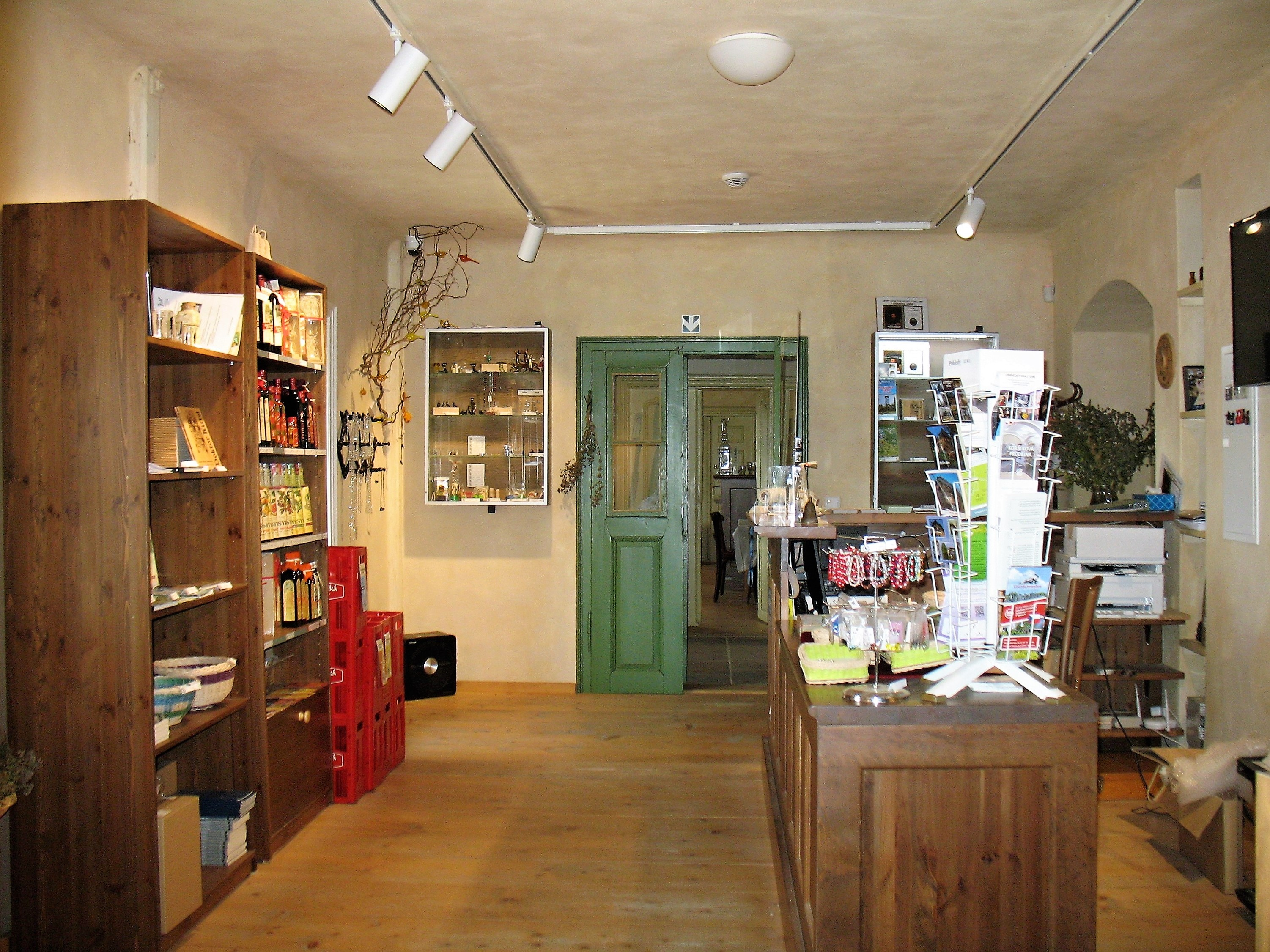
Pokladna muzea a infocentrum

Ve vlastnictví rodiny Kittelů byl dům do roku 1817, v dalších letech se zde střídali různí majitelé. Po roce 1945 Kittelův dům postupně chátral. V druhé polovině 20. století se stal majitelem Kittelova domu národní podnik Metrostav (podnik byl kvůli výstavbě pražského metra založen v roce 1971), který v letech 1971 až 1977 a znovu pak v roce 1986 žádal o upuštění od památkové ochrany zanedbaného objektu. N. p. Metrostav argumentoval znaleckými posudky, tvrdícími, že zdárná rekonstrukce tohoto objektu není možná.
Dům dále chátral a na počátku 21. století byl v havarijním stavu. Prvotní záchranné práce, jako statické zajištění objektu, dokumentace a sanace roubených konstrukcí, byly zahájeny v roce 2004. Poté byla roubená část domu demontována a na podpěrách byl vybudován nový krov. Mezi roky 2014 až 2016 pokračovala rozsáhlá rekonstrukce celého objektu s podporou obce Pěnčín a Ministerstva kultury ČR. V letech 2016 – 2019 pak proběhla další fáze rekonstrukce Kittelova domu v rámci česko-německého přeshraničního projektu „Slow turism v Euroregionu Nisa - spojení kultury s přírodou“, realizovaného s podporou evropských fondů. V létě roku 2019 bylo v Kittelově domě v Krásné čp. 10, který je v majetku obce Pěnčín, otevřeno „Kittelovo muzeum“.

## Popis objektu

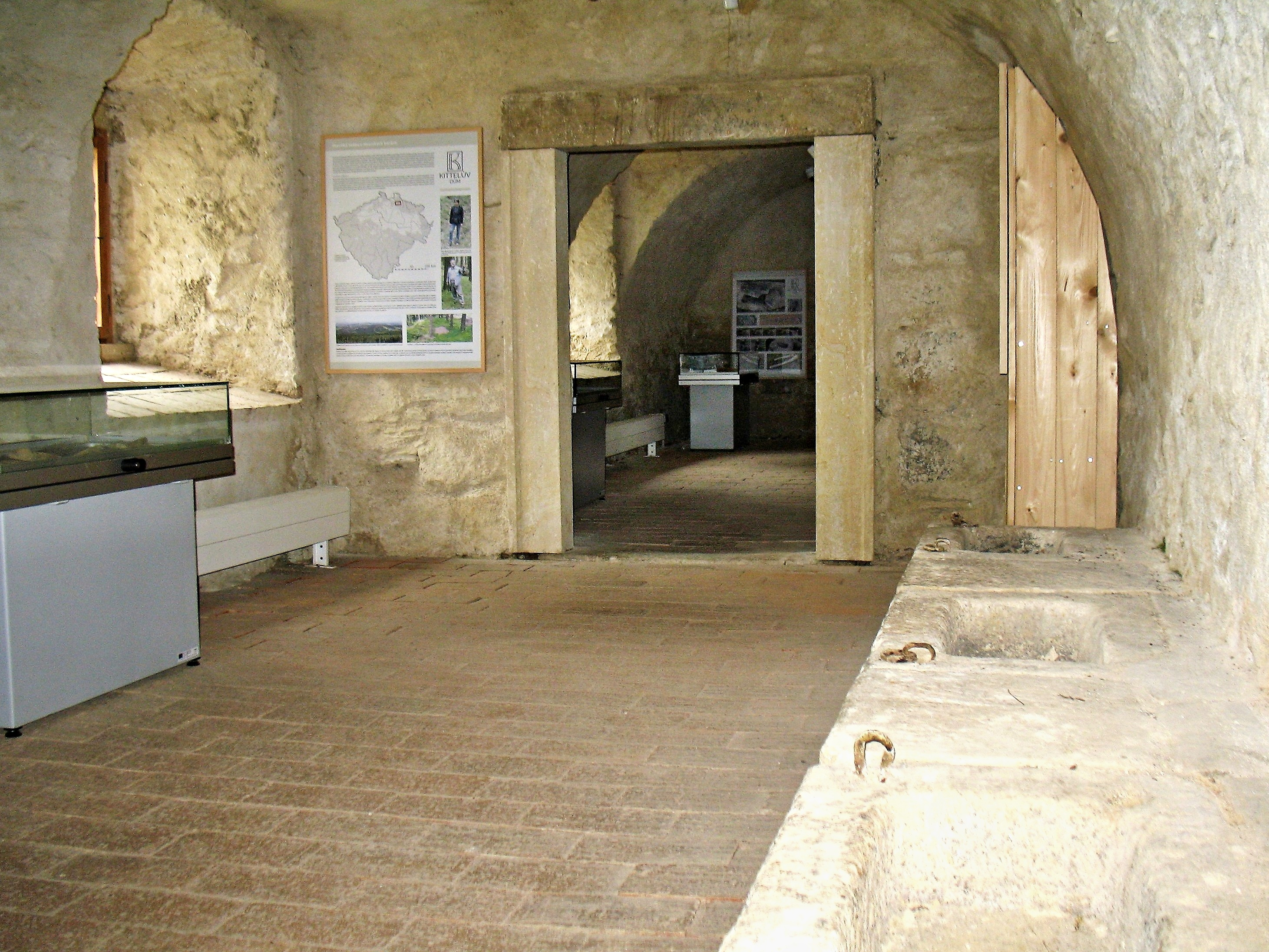
Valené klenby v suterénu

Patrový roubený dům čp. 10 s mansardovou střechou, v přízemí částečně zděný, se nachází na parcele č. 88 v centru Krásné, zhruba 80 metrů východně od poutního kostela sv. Josefa, který zde nechal v roce 1760 postavit rovněž Johann Josef Antonín Eleazar Kittel. Budova je třípodlažní, má obdélný tvar, její delší strana je orientována přibližně ve směru sever - jih. Směrem na západ je objekt rozšířen o dodatečně postavený zděný přístavek.
Původní roubený dům, postavený nad kamenným suterénem, je podsklepený a zaklenutý valenými klenbami. Ve východní části suterénu bývaly chlévy, v západní části sklepení jsou menší místnosti, přičemž v jedné z nich byl bazének, do něhož přitékala voda pravděpodobně z některé ze studánek, nacházejících se na pozemcích mezi Kittelovým domem a kostelem.
Celé přízemí domu protíná chodba, která jej rozděluje na dvě poloviny. Nacházejí se zde dvě tzv. černé kuchyně a velké světnice. Patro, do něhož se vchází po širokém schodišti, je členěné podobně, jako přízemí. Největší místnosti se nacházejí na severní a jižní straně, uprostřed je velká hala.

## Dostupnost
Muzeum v Kittelově domě, kde je také místní infocentrum, je otevřené celoročně. Parkoviště se nachází asi 100 metrů od usedlosti poblíž památkově chráněné barokní fary a kostela sv. Josefa. V pracovní dny do obce zajíždějí autobusy z Jablonce nad Nisou a ze Železného Brodu. Kolem Kittelova domu vede cyklotrasa č. 4249, která se u kostela spojuje s cyklotrasou č. 4247.

## Muzejní expozice

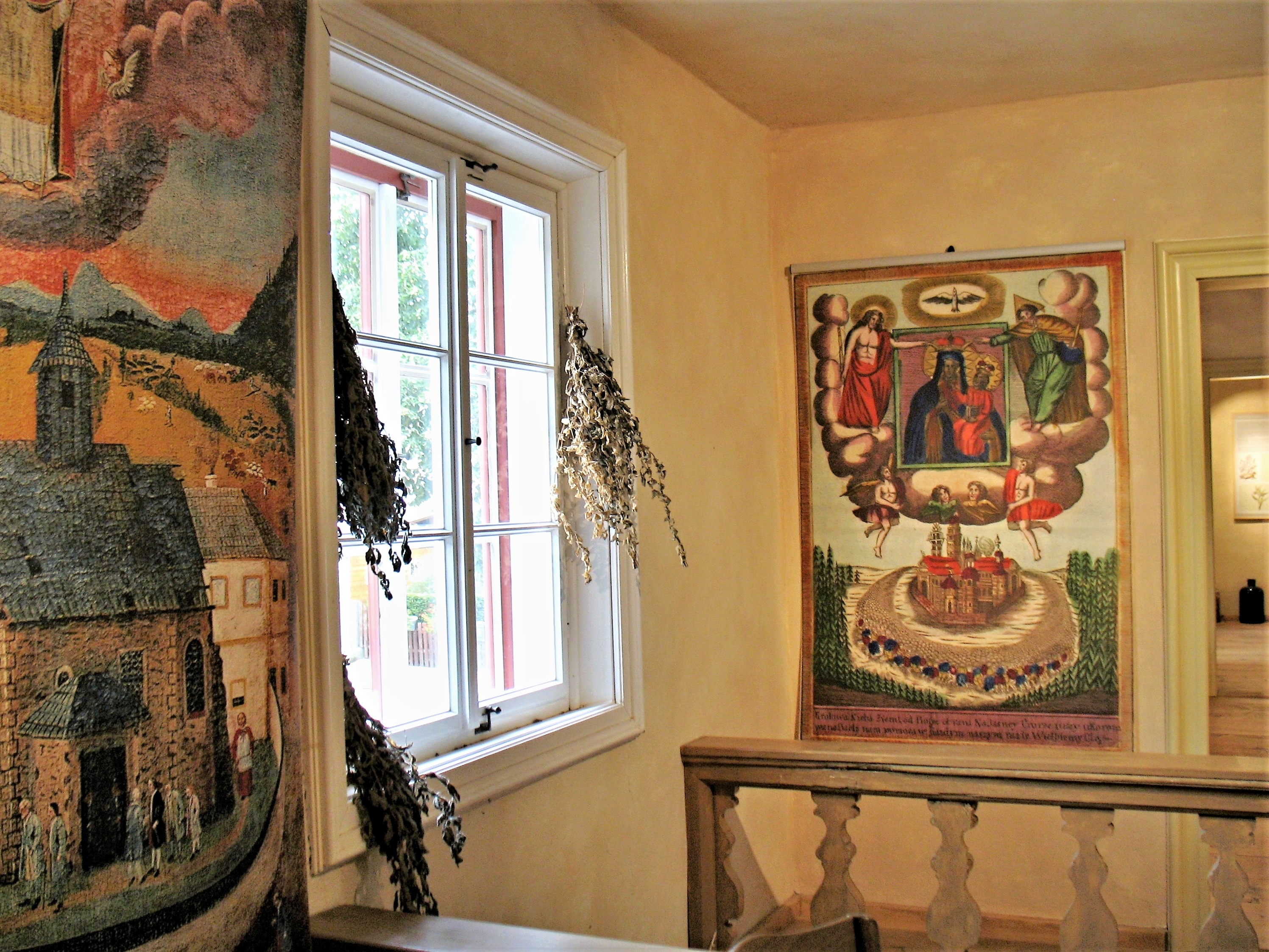
Výzdoba v 1. poschodí
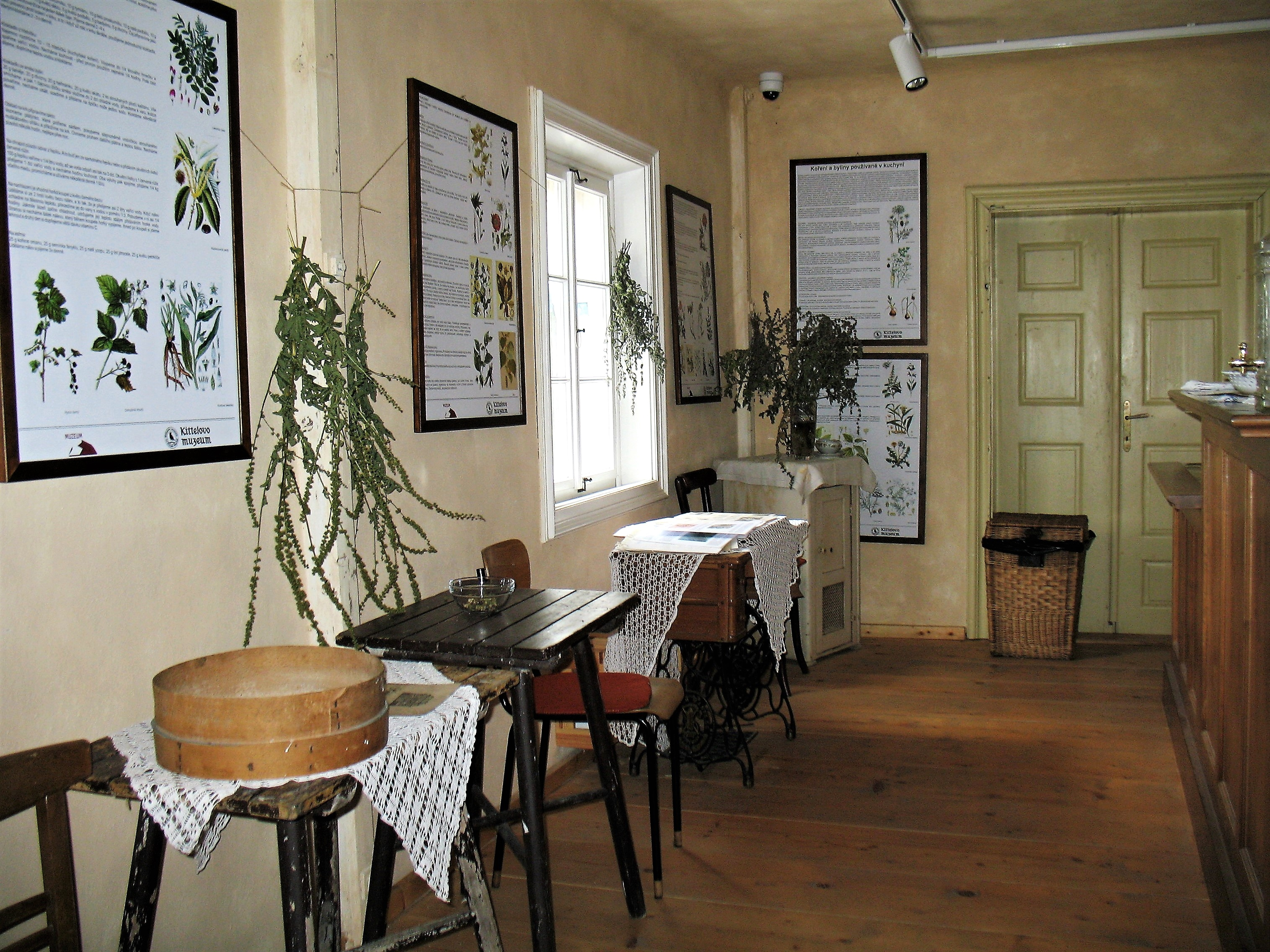
Interiér kavárny
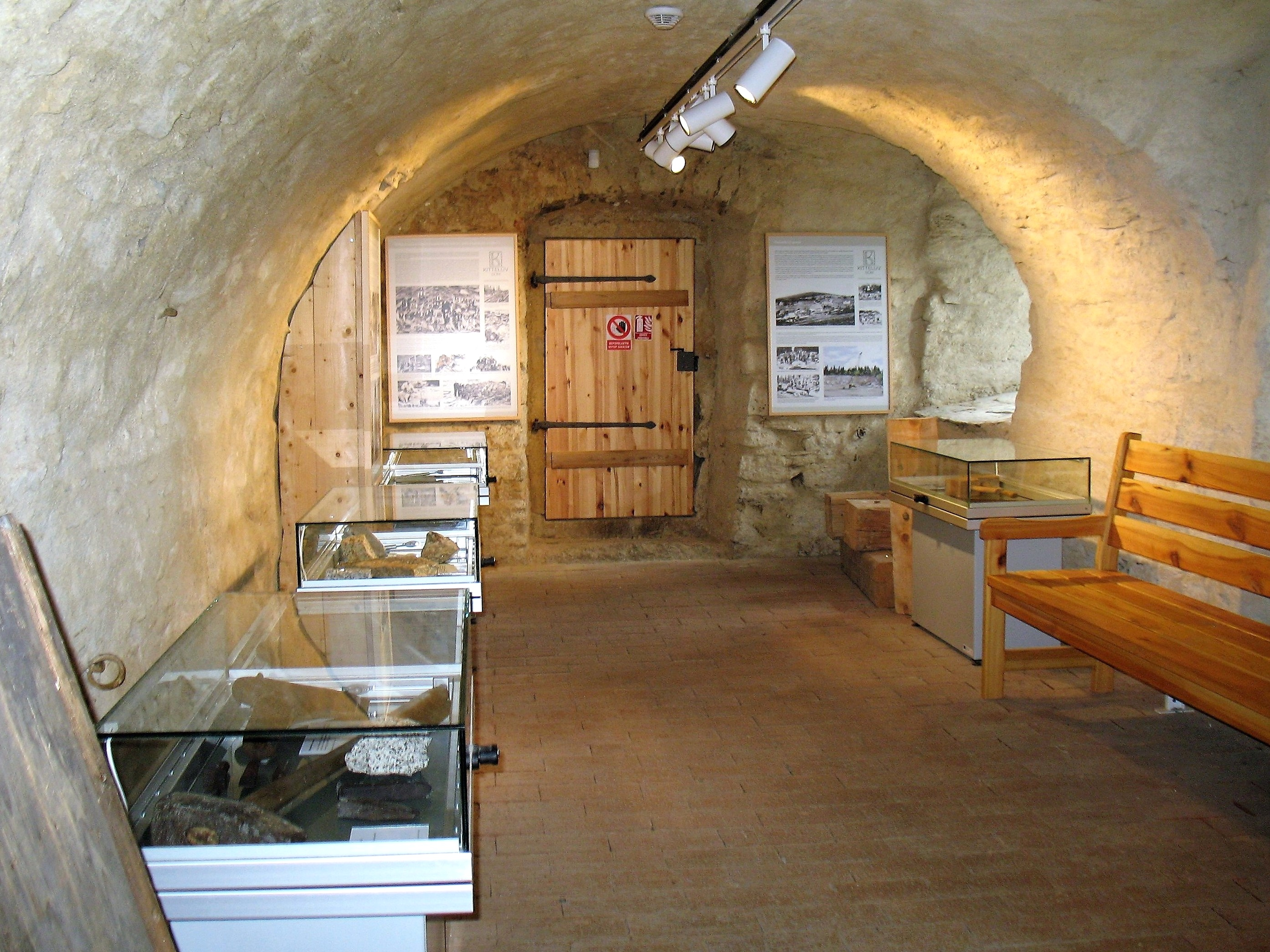
Geologická expozice
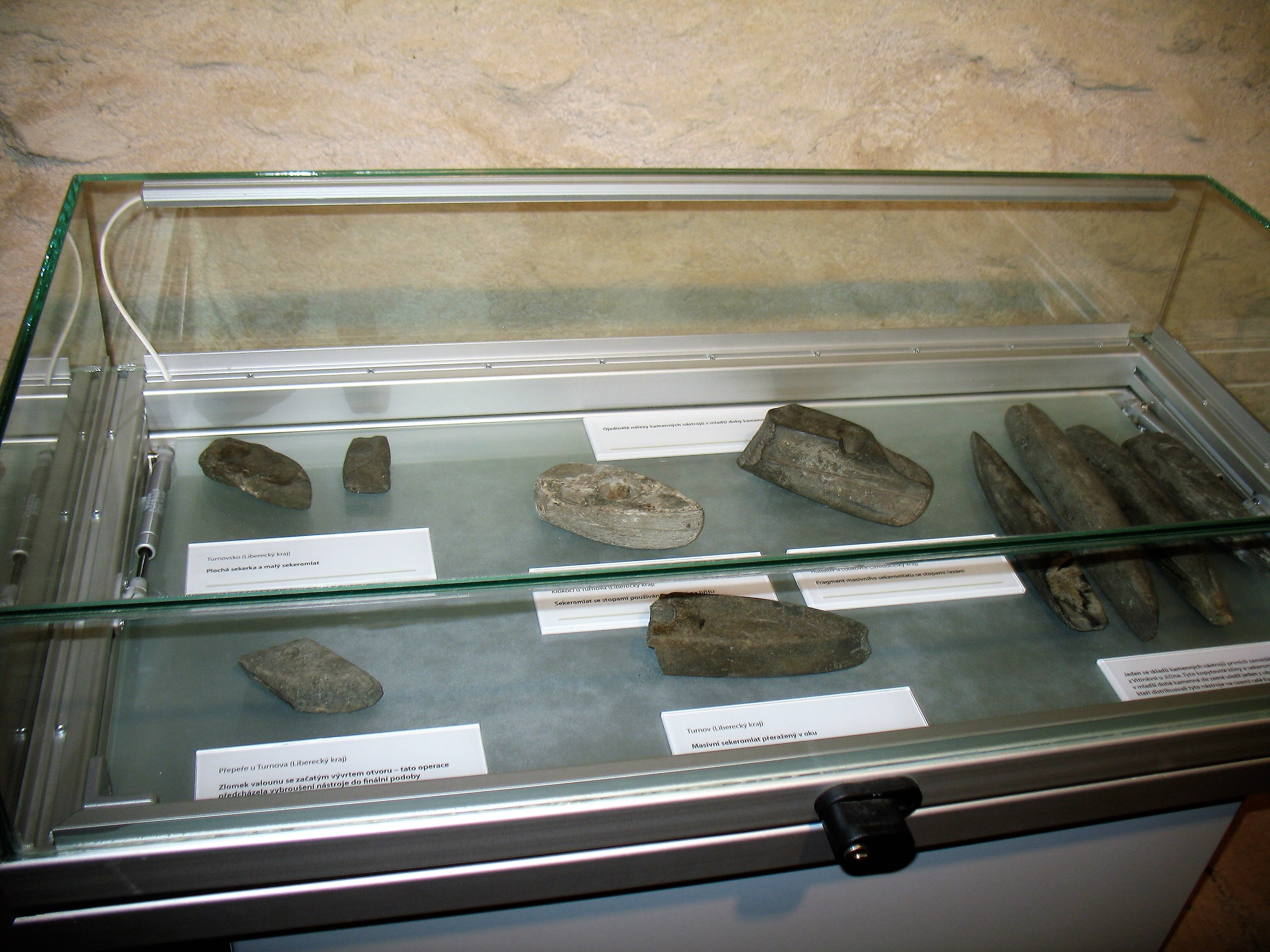
Kamenné sekery a sekeromlaty, nalezené v okolí
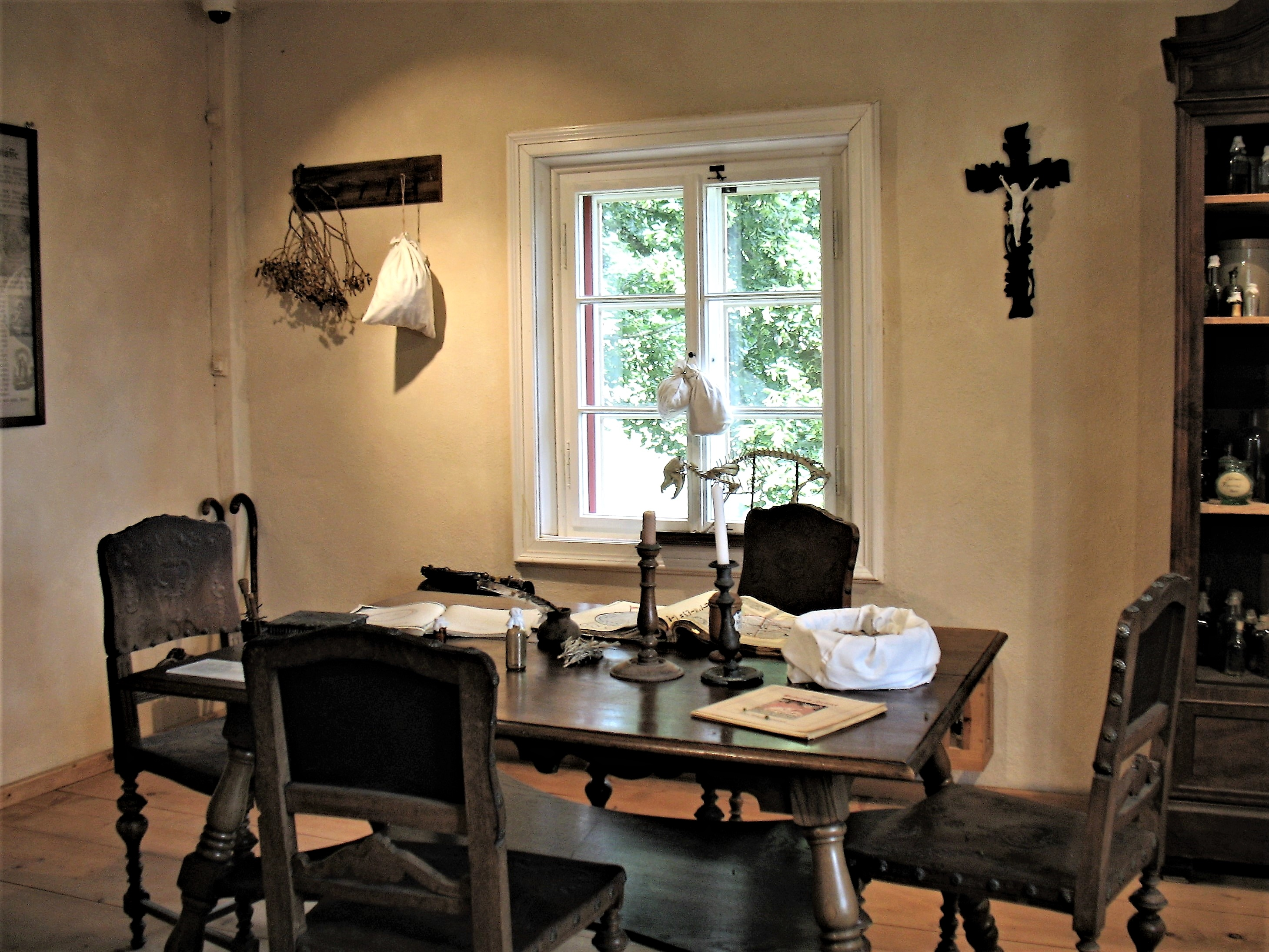
Kittelova pracovna
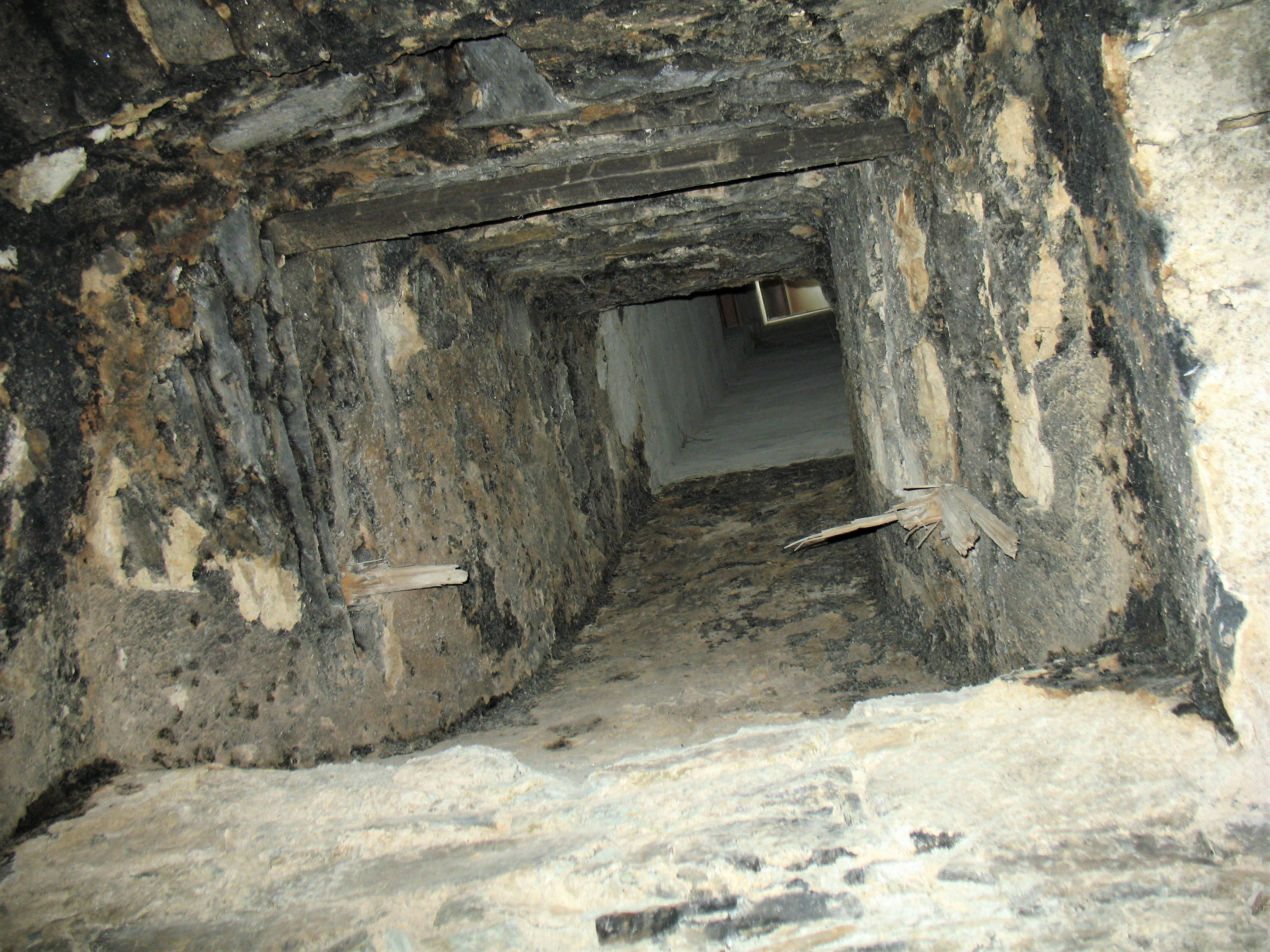
Průhled komínem černé kuchyně
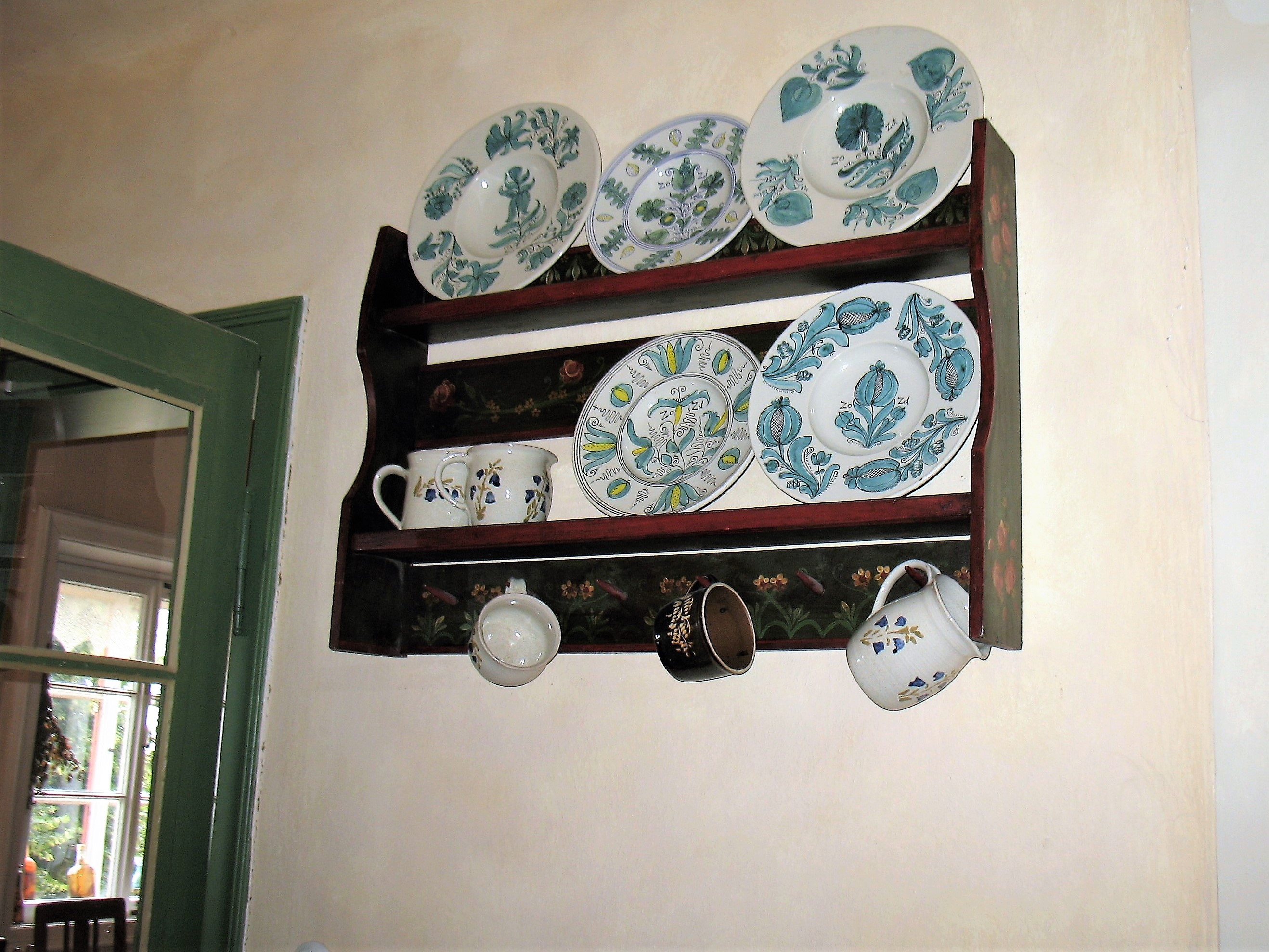
Vzorky keramiky z okolí Žitavy
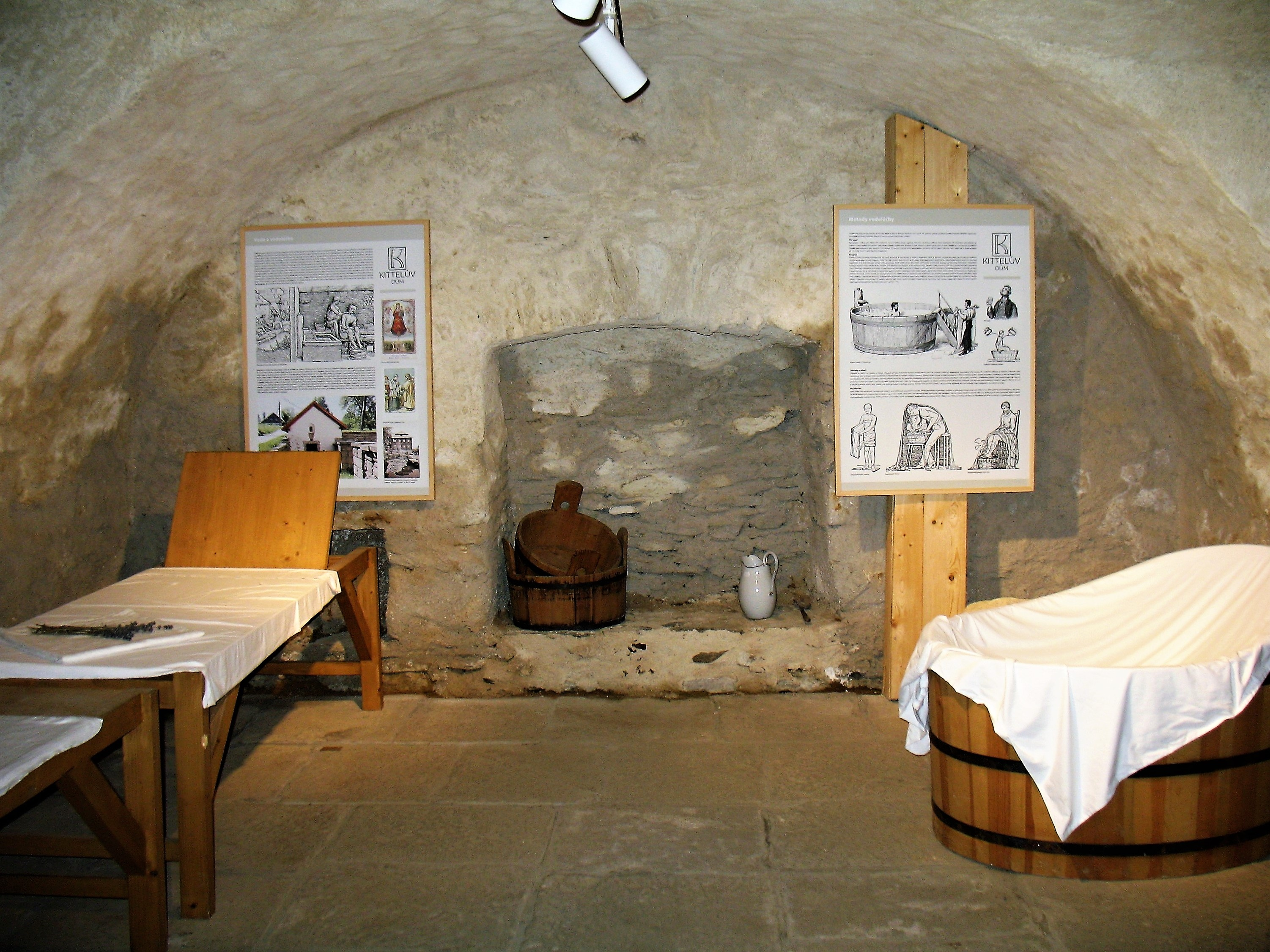
Ukázka dobového lázeňství
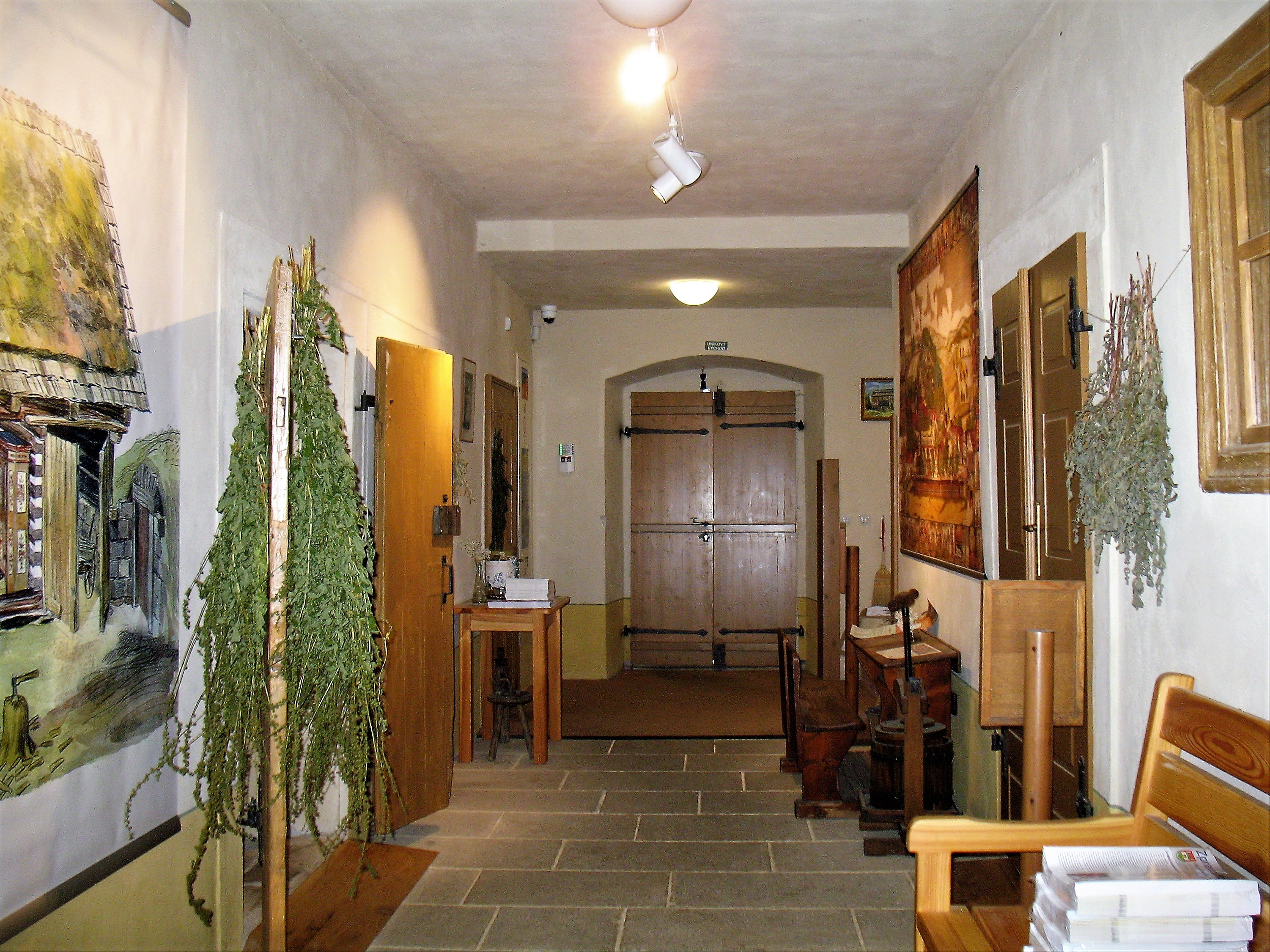
Chodba v přízemí
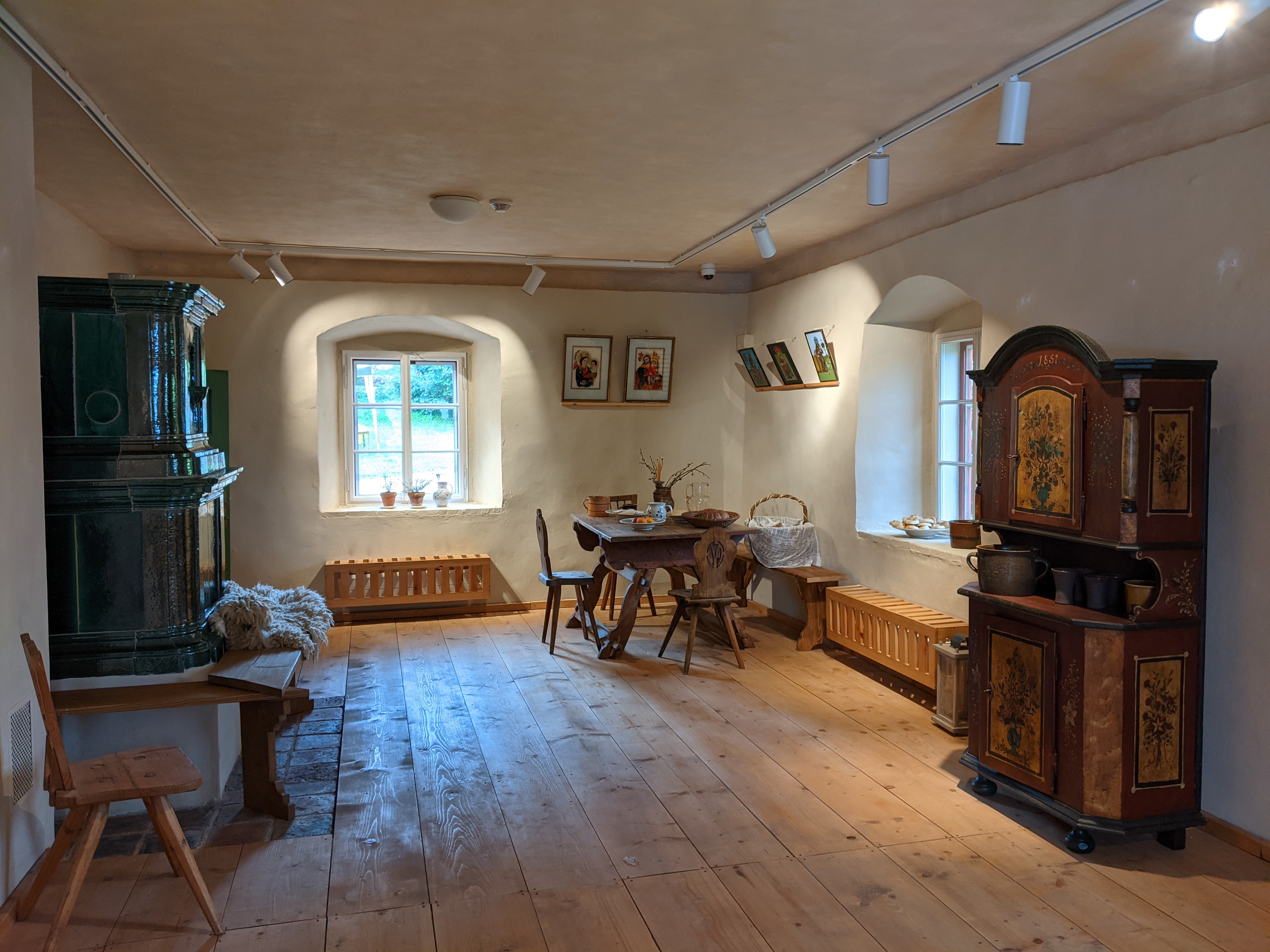
Místnosti v přízemí